# 엘렌 폴리

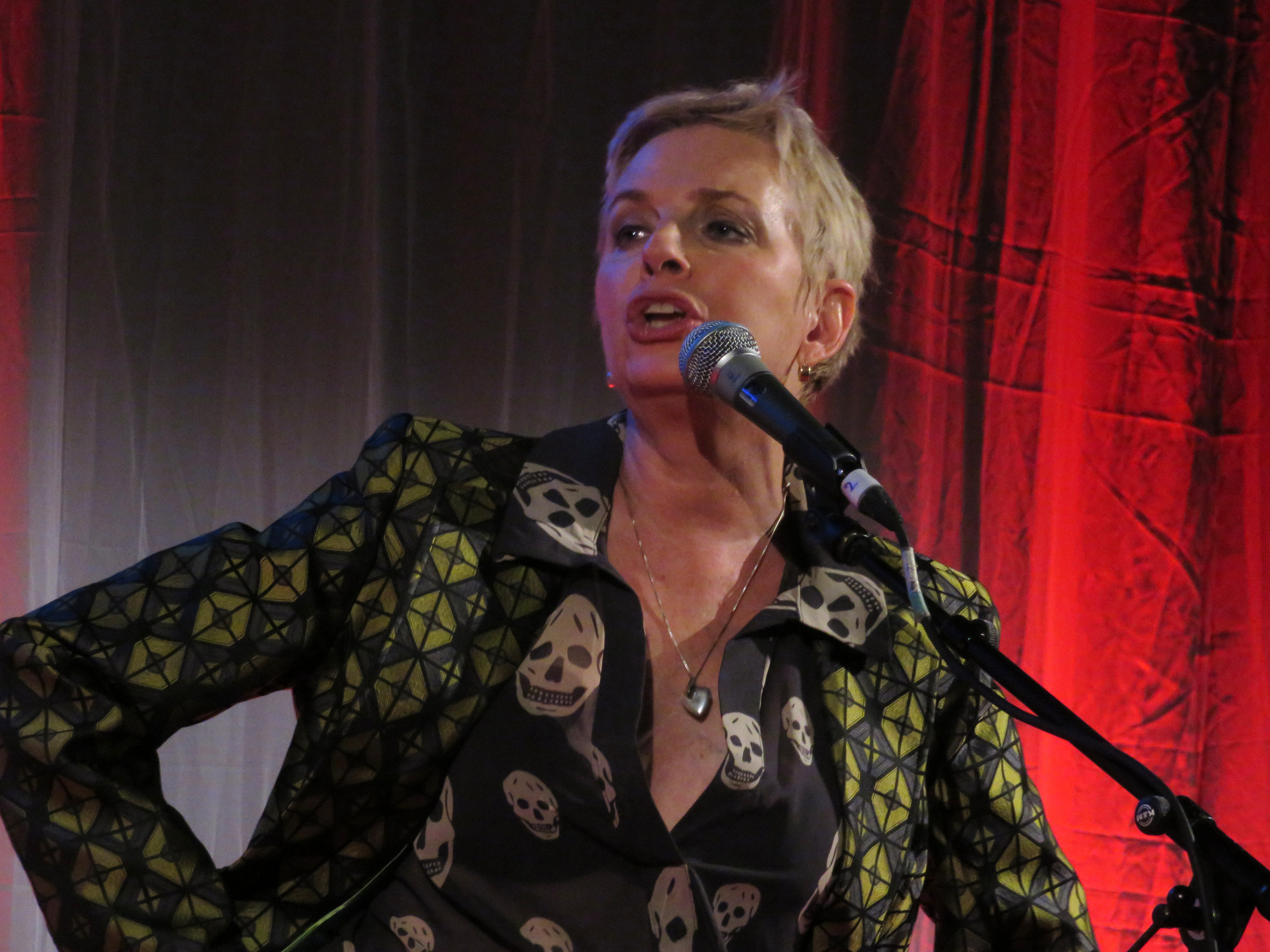
2014년 모습

엘런 폴리(Ellen Foley, 1951년 6월 5일 ~ )는 미국의 가수, 배우이다.
세인트루이스에서 태어났다.

## 영화
- 흑백 살인 (1990년)
- 마피아의 아내 (1988년)
- 칵테일 (1988년)
- 위험한 정사 (1987년) - 힐디 역
- 코미디의 왕 (1983년)
- 투씨 (1982년)